# 噂の女人情詐欺師 早苗とたまき・涙の事件簿
噂の女人情詐欺師 早苗とたまき・涙の事件簿(うわさのおんなにんじょうさぎし さなえとたまき・なみだのじけんぼ)は、1996年と1998年にフジテレビ系「金曜エンタテイメント」で放送されたテレビドラマシリーズ。全2回。主演は松本明子と泉ピン子。
情に弱いふたりの詐欺師が、騙し騙されながら、巻き込まれた殺人事件の謎を解く人情サスペンス。

## キャスト
勝俣早苗
演 - 松本明子
詐欺師。根は純情。出生は捨て子であり養護施設で育てられる。ひとりで親の顔を想像して日々を過ごしているうちに妄想癖が身につき、その妄想癖による嘘話を他人が聞いて信用してくれることに喜びを感じるようになり、虚言癖も身についてしまう。施設を出て町工場の事務員として働きだしてもその虚言癖は治らず、虚言による見栄と借金の悪循環により、詐欺師となる。
田所たまき
演 - 泉ピン子
ベテラン詐欺師。詐欺の腕は一流だが、被害者に人間の情があれば許してやる配慮がある。かつて家族を持っていたが、夫が悪徳サラ金からの借金を置いて失踪し、その渦中で一人娘を病気で亡くしている。
神岡晃
演 - 船越英一郎
刑事。早苗とたまきが詐欺師であることを知らずに無条件で信用している。

### ゲスト
第1作「名コンビ誕生!湯の街伊香保に怪事件」（1996年12月20日放映）
- 荒木朋子（地元タウン誌の編集長）：秋本奈緒美
- 荒木朋子の母：三條美紀
- 帝都興産社長：鈴木ヒロミツ
- 石原（内田の部下）：羽場裕一
- 佐伯（内田の部下）：高梨亜矢
- 伊香保温泉ホテル天坊の女将：風祭ゆき
- 田辺（早苗の結婚詐欺の被害者）：恵俊彰
- 養育園の先生：石塚英彦
- 伊香保北警察署捜査課課長：日野陽仁
- 内田光治（伊香保町長・現職）：原田大二郎
- 田原義男（伊香保町長選挙候補者）：出光元
- 近藤徳之介（元文部大臣）：山崎大輔
- トイレ掃除婦：増子倭文江

第2作「上諏訪温泉高級老人ホームを狙う悪徳商法を潰せ！平成のネズミ小僧只今参上」（1998年9月18日放映）
- 三沢梅子（早苗が出た養育園の園長）：加藤治子（特別出演）
- 三沢ひろし（梅子の息子。借金を遺して失踪）：石橋保
- 山形浩一（養育園の先生）：石原良純
- 笠原貴子（病院理事長）：東てる美
- 金子院長：高城淳一
- 大島昌之（病院の事務局長）：嶋田久作
- 白木康平（不動産会社社長）：黒部進
- 山田（古アパートの住人）：神威杏次
- 前野敏夫（第2被害者。地面師）：谷村好一
- 吉村秀之（フリーライター・第1被害者。早苗と同じ養育園出身。）：古川九一
- まり（養育園の子ども）：奥田佳菜子
- 加納春枝（病院の入院患者）：五月晴子
- 今井刑事：中川貴久郎
- 長谷部恭子（養育園の先生）：布施あい子
- 黒川（医師）：奈良坂篤
- 山下由美子（看護師）：西牟田恵
- アパートの管理人：ト字たかお
- 岡本六三郎（たまきの旧友。偽造印鑑屋）：江藤漢
- 橋田勉（観光バスの運転手）：古郡雅浩
- 観光バスの乗客：久保晶
- 山田幸伸、偉藤康次、真柴幸平、平野朝子

## スタッフ
- 脚本 - 深沢正樹（第1作）、長谷川宏（第2作）
- 監督 - 中山史郎
- アクション指導 - 佐々木修平
- 技術協力 - テイクシステムズ
- 美術協力 - テレビ朝日クリエイト
- 編集・MA - ザ・チューブ
- フジテレビ編成企画  - 清水賢治、和田行
- プロデューサー - 渡辺ミキ（渡辺プロダクション）、布施等
- 制作 - フジテレビ、ザ・ワークス